# White (альбом)
White (рус. белый) — студийный альбом Нино Катамадзе и группы Insight, вышедший в 2006 году на лейбле Мистерия Звука.
Запись альбома проходила в студии «Mi Fa Si» в Тбилиси, Грузия. Музыканты решили поэкспериментировать с современной, электронной музыкой. В диск вошли уже известные вещи с альбома Black, а также новые мелодии.
Альбом был выпущен в Грузии, РФ, на Украине, во Франции, в Германии, Великобритании, Италии, Швеции и Финляндии. В поддержку альбома Катамадзе дала ряд выступлений в странах СНГ и ЕС.

## Список композиций
| №   | Название                | Длительность |
| --- | ----------------------- | ------------ |
| 1.  | «I Came»                | 4:44         |
| 2.  | «I Will Come as a Snow» | 5:19         |
| 3.  | «Uto»                   | 4:27         |
| 4.  | «Lip»                   | 4:35         |
| 5.  | «Once in the Street»    | 6:04         |
| 6.  | «Olei»                  | 6:00         |
| 7.  | «One Night Blues»       | 4:17         |
| 8.  | «Wave»                  | 4:05         |
| 9.  | «Me, The Sea and You»   | 3:58         |
| 10. | «What's My Fault»       | 4:27         |
| 11. | «The Ordinary Day»      | 3:10         |

## Участники записи
- Нино Катамадзе — вокал
- Гоча Качеишвили — электрогитара, акустическая гитара
- Уча Гугунава — бас-гитара

Также принимали участие
- Тамара Хоштария
- Рати Амаглобели
- Иракли Гогиашвили
- Лия Цецхеладзе
- Софо Иселидзе
- Геогий Гварджаладзе — звукорежиссёр